# Ли, Карина
Карина Ли (англ. Kareena Lee; род. 16 декабря 1993) — австралийская пловчиха, специализирующаяся в плавании на открытой воде, бронзовый призёр Олимпийских игр 2020 года.

## Карьера
На чемпионате Тихого океана по плаванию в 2018 году участвовала в женском заплыве на 10 километров, где завоевала серебряную медаль.
На чемпионате мира по водным видам спорта 2019 года участвовала в женском заплыве на 10 километров, где заняла седьмое место и получила лицензию для участия на Летней Олимпиаде 2020 года.
На Летней Олимпиаде 2020 года участвуя в женском заплыве на 10 километров завоевала бронзовую медаль, уступив бразильянке Ане Марселе Кунье и нидерландской спортсменке Шарон Ван Раувендал.